# Hendrick van Steenwyck der Jüngere

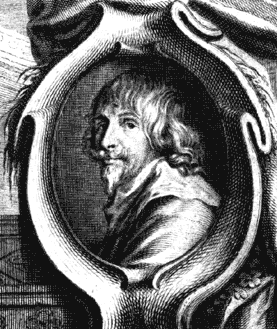
Hendrick van Steenwyck der Jüngere, (von Jean-Baptiste Descamps)

Hendrick van Steenwyck (der Jüngere) (* um 1580 in Antwerpen; † vor Mai 1650 in London) war ein niederländischer Architekturmaler.

## Leben
Van Steenwyck war ein Sohn des aus Steenwijk (Overijssel) in den Niederlanden stammenden Hendrick van Steenwyck des Älteren, der ebenfalls Architekturmaler war und dessen Frau Helena (geborene van Valckenborch), winer Tochter des Malers Marten van Valckenborch (1535–1610). Er wurde zunächst von seinem Vater ausgebildet, danach von Jan Brueghel und Theodoor van Thulden in Antwerpen, mit denen er auch bei einigen Bildern zusammenarbeitete.
Van Steenwyck war später in Antwerpen, Den Haag, Frankfurt am Main und London tätig. Er malte insbesondere Kircheninterieurs, Kerkerräume, große Hallen und Palasträume mit Staffage, aber auch die architektonischen Hintergründe zu Bildnissen anderer Künstler. Die Staffage auf seinen Bildern wiederum wurde teilweise von anderen Malern beigesteuert Seine Bilder sind oftmals im Zeitraum 1603 bis 1649 datiert und finden sich häufig in Museen (zum Beispiel in Berlin, in der kaiserlichen Galerie zu Wien, im Louvre in Paris, in der Eremitage in Sankt Petersburg und in Galerien in Braunschweig, Darmstadt, Dresden, Kassel und zahlreichen anderen). Seine malerische Behandlung ist freier und breiter als die seines Vaters, den er unverkennbar nachahmte, so dass die Bilder beider oft verwechselt wurden. König Karl I. von England, der ein Bewunderer seiner Kunst war, erteilte ihm zahlreiche Aufträge.
Van Steenwyck legte in seinen Werken jedoch mehr Aufmerksamkeit auf die feine, detaillierte Darstellung. Bei einem 1603 datierten Bild in der Londoner National-Galerie ist nicht sicher, welcher von beiden das Werk angefertigt hat, da sein Vater in diesem Jahr starb. Er lebte lange Zeit am Hofe Karls I. und schuf dort neben Entwürfen für neue Gebäude auch Architekturhintergründe für Anthonis van Dyck und andere Porträtmaler. So beispielsweise den Hintergrund auf einem Porträt Karls I. von Daniel Mytens aus dem Jahr 1626.

## Familie
Van Steenwyck heiratete die Malerin Susanna (geborene Gaspoel), eine Tochter vom John Gaspoel († 1622/1623) und dessen Frau Clara († 28. August 1623) und hatte mit ihr mindestens zwei Söhne. Nach seinem Tod arbeitete Susanna van Steenwijk weiter als Malerin. In einer Quittung aus dem Mai 1640 wird sie als „Witwe von Hendrick van Steenwijck in Leyden“ erwähnt. Dies passt allerdings nicht zu der Angabe, dass die Witwe nach seinem Tod, also erst nach 1649 nach Amsterdam übersiedelte, wo sie um den 2. August 1664 starb.
Die Angaben zu den Lebensdaten sind recht unterschiedlich, als Geburtsort wird neben Antwerpen auch Amsterdam oder Frankfurt am Main angegeben und es findet sich auch 1589 als Geburtsjahr. Ebenso unklar sind das Todesdatum und der genaue Ort, hier variieren die Angaben von 1640 bis 1650 und als Orte sind Leiden und London vermerkt.

## Werke (Auswahl)

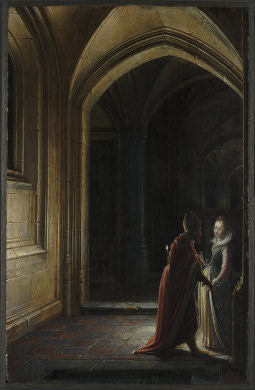
Esther und Mordecai

- 1604, 1610: Interieur einer gotischen Kirche Eremitage, Sankt Petersburg (mehrere Bilder)
- 1616: Esther en Mordecai (National Gallery of Art, Washington, D.C.)
- um 1610/1620: Interieur einer Kirche (Louvre, Paris)
- 1620: Christus bei Maria und Marta (Louvre, Paris)
- 1620: Interieur einer Kirche (Nottingham Castle Museum)[5]
- 1620: Befreiung Petri aus dem Kerker (Budapest)
- 1637: Karl I. und seine Gemahlin in ganzer Figur, in einer großen Bogenhalle stehend (zwei kleinere Bilder)
- 1631: Befreiung Petri aus dem Kerker (Darmstadt)
- 1635: Blick in einen Park
- 1649: Befreiung Petri aus dem Kerker (ehemals im Berliner Kaiser Friedrich Museum)
- Befreiung Petri aus dem Gefängnis. (Stuttgart)
- Innenhof eines Renaissance-Palastes
- Ein Platz[6]

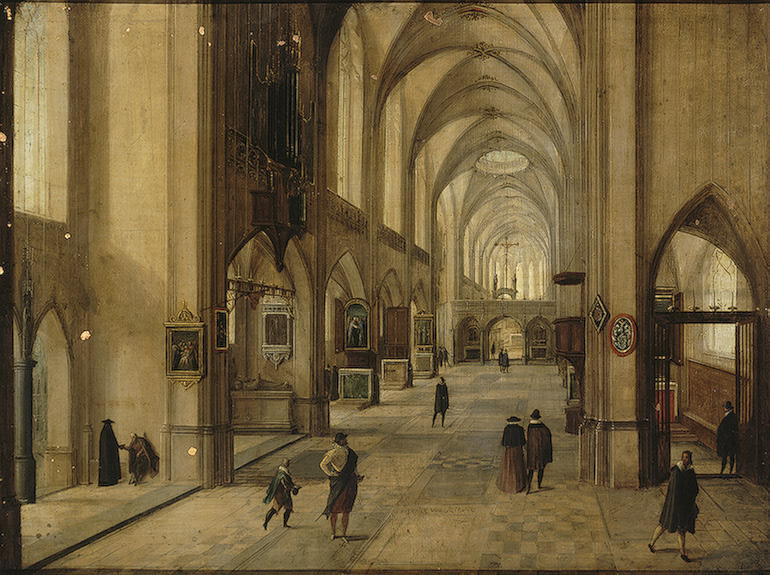
Interieur einer gotischen Kirche (1604)
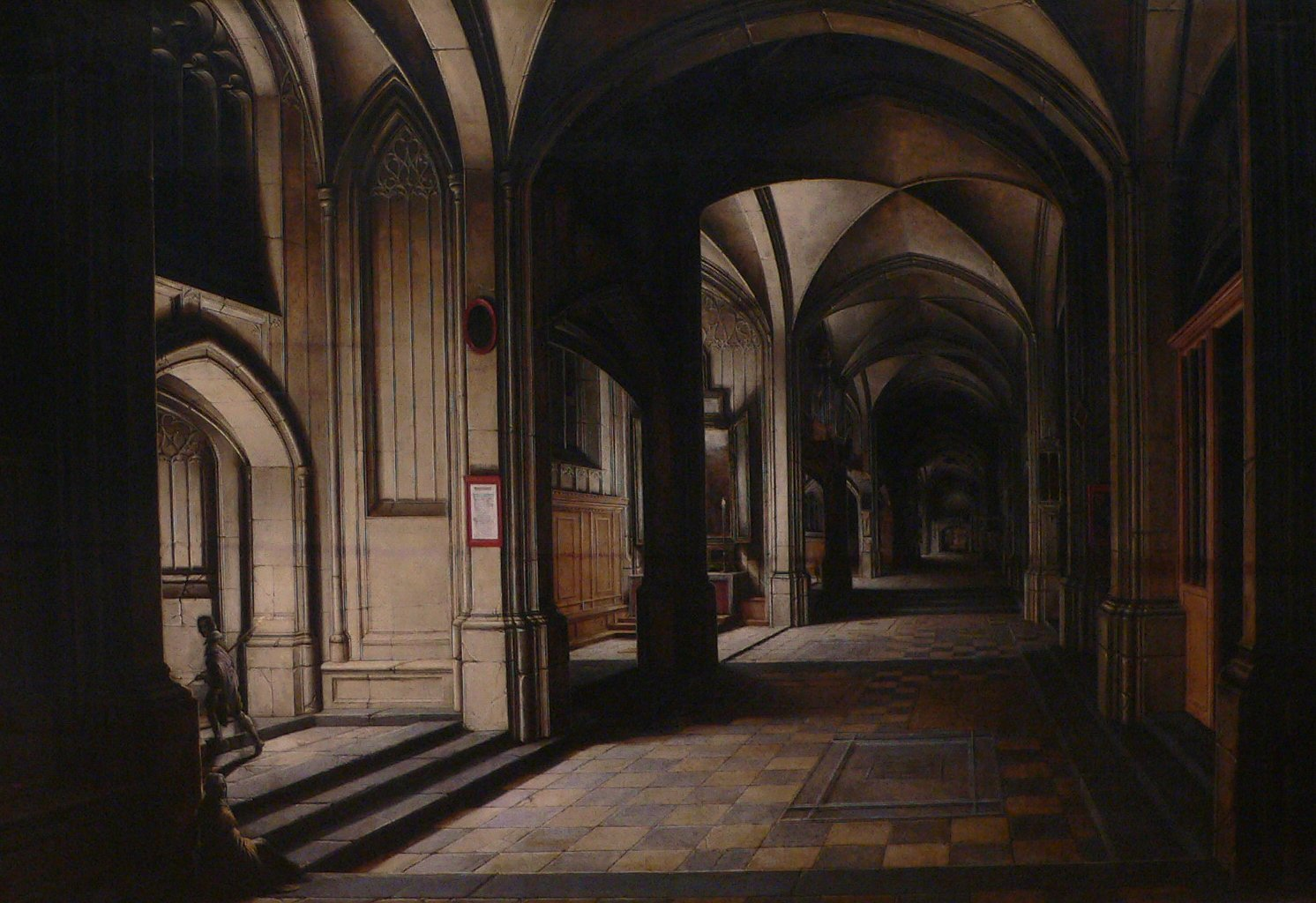
Interieur einer Kirche
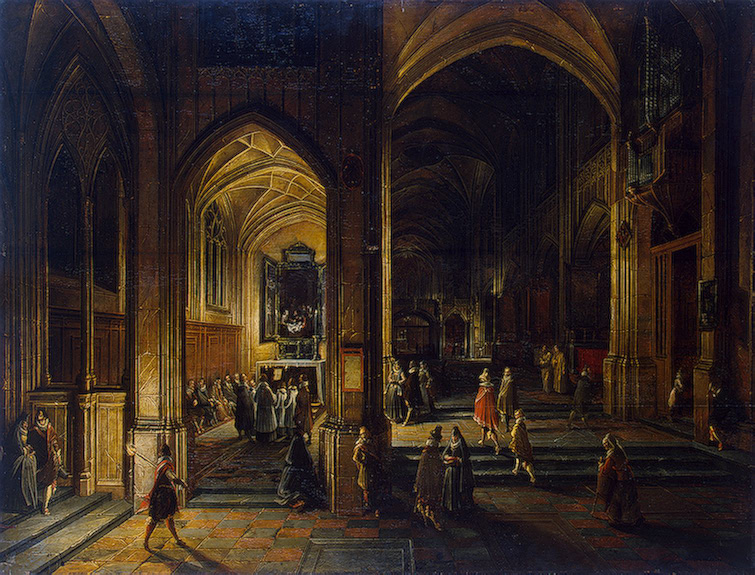
Interieur einer gotischen Kirche (1610)
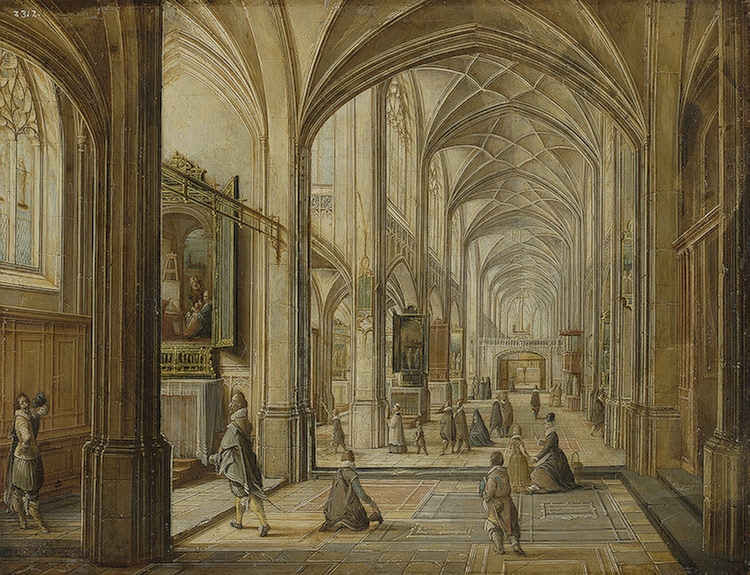
Interieur einer gotischen Kirche (um 1610)
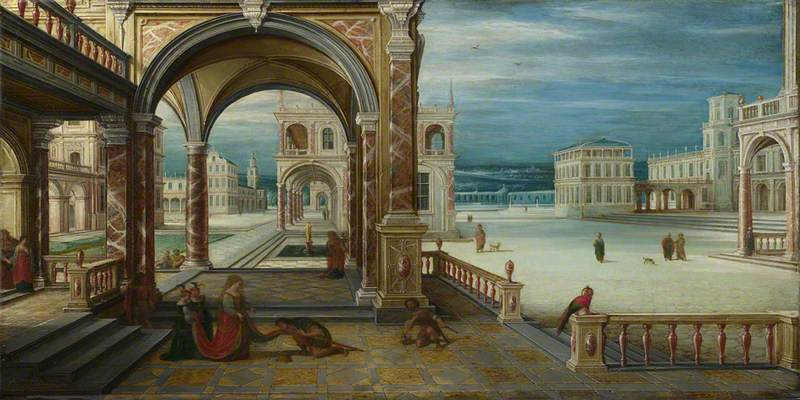
Innenhof eines Renaissance-Palastes
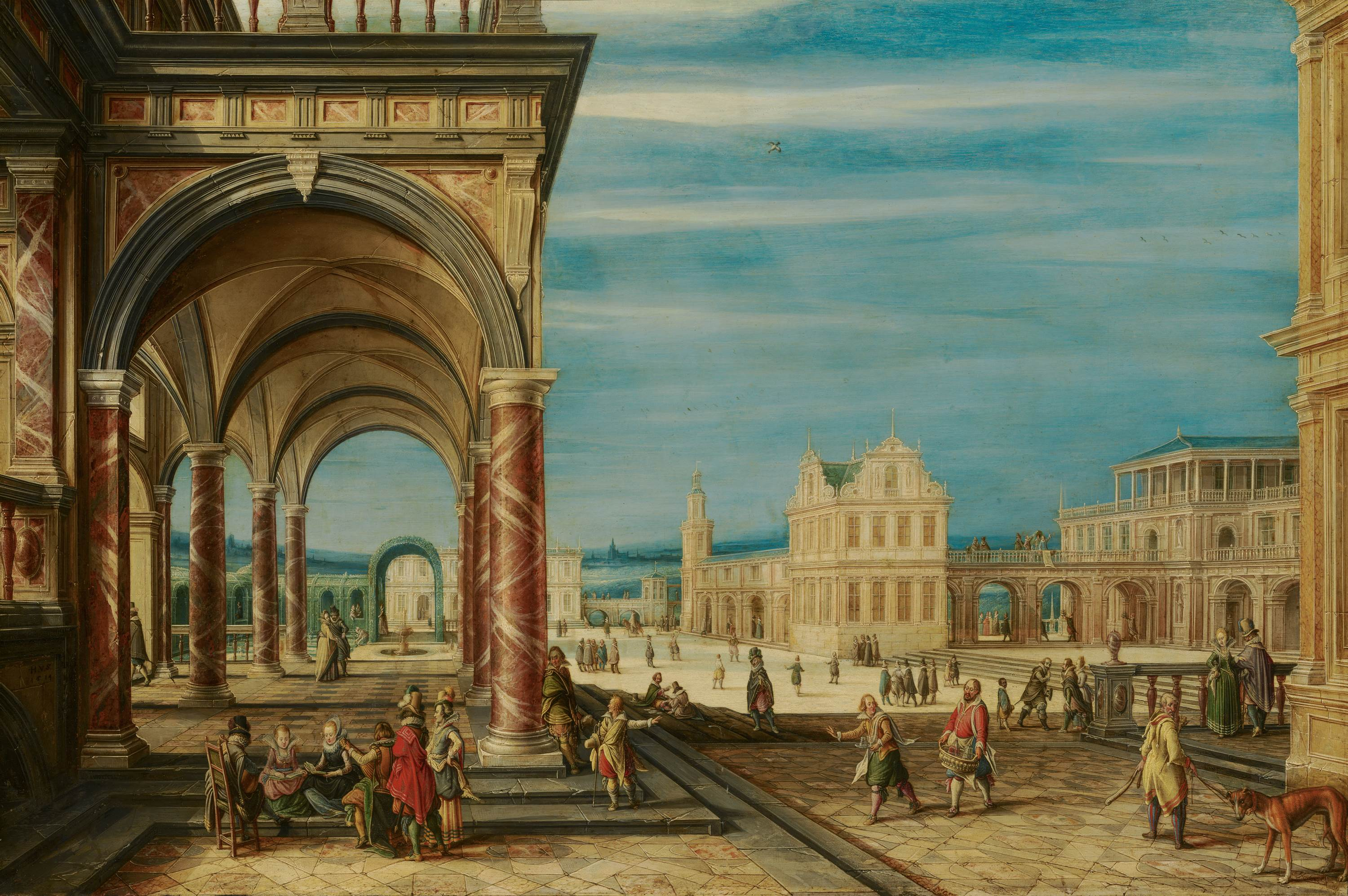
Ein Platz